# تل شب انبو
تل شب انبو در شهرستان فسا، روستای فیروزآباد واقع شده و این اثر در تاریخ ۲۵ اسفند ۱۳۷۹ با شمارهٔ ثبت ۳۲۶۳ به‌عنوان یکی از آثار ملی ایران به ثبت رسیده است.